# Nagytevel
Nagytevel est un village et une commune du comitat de Veszprém en Hongrie.

## Les maires de  Nagytevel
| Période                                  | Période  | Identité           | Étiquette | Qualité |
| ---------------------------------------- | -------- | ------------------ | --------- | ------- |
| 1990                                     | 2002     | Benő Kecskeméti    |           |         |
| 2002                                     | 2010     | Emil Ferenc Babits |           |         |
| 2010                                     | 2011     | József Magyar      |           |         |
| 2011                                     | 2014     | József Herber      |           |         |
| 2014                                     | En cours | Sándor Orbán       |           |         |
| Les données manquantes sont à compléter. |          |                    |           |         |